# Jarmo
Jarmo (arabiska جرمو) är en arkeologisk lokal i Zagrosbergen i östra delen av provinsen Sulaymaniyya i irakiska Kurdistan nära gränsen till Iran. Utgrävningar leddes av arkeologen Robert Braidwood vid Oriental Institute vid University of Chicago mellan 1948 och 1955. På platsen fann man en neolitisk bosättning (från yngre stenåldern) daterad till 7.300-5.000 fvt. Genom ett sju meter tjockt kulturlager har man kunnat följa bosättningens kulturella utveckling från jägare–samlare-stadiet till jordbrukets uppkomst och tillverkning av keramik; d.v.s. genom själva den neolitiska revolutionen.
Av sexton strata (lager) härrör elva från tiden innan man lärde sig bränna lera. De äldsta husen var lerklinade stråhus där det även fanns ugnar. Man vet inte om de användes för tröskningen eller för att baka bröd. Det keramiska stadiet började med tegel som golvmaterial. Man har hittat stenyxor, skäror av flinta och gnidstenar för att mala säd, man tillverkade skedar av ben samt olika redskap i obsidian (glasartad lava). Förekomsten av obsidian tyder på långväga handel med Anatolien. Människorna odlade emmervete, enkornsvete, dinkel och tvåradigt korn innan dessa sädesslag var domesticerade. Ärtor och linser hör till grödor man samlat.
Man har jagat många sorters vilt: onager, gasell, hjort, mufflonfår, vildget, uroxe, bison, vildsvin, varg, björn och hare. Till födan hörde även fåglar, fisk, sköldpaddor, kräftor, sniglar och musslor.
Från det förkeramiska stadiet har arkeologerna funnit benrester från tamfår och tamgetter. Hornstrukturen skiljer dessa från de vilda släktingarna. Under det keramiska stadiet hölls tamsvin. 95 procent av det funna benmaterialet härrörde från domesticerade djur. De benfragment från tamhundar som hittats har visat på en ovanligt storväxt typ jämfört med andra neolitiska fynd. Vid en jämförande studie drog man slutsatsen att denna hund kommit längre i domesticeringen än dagens dingo.
Från den förkeramiska perioden har man funnit ett stort antal figuriner i obränd lera. Motiven har tolkats som ett slags modergudinnor samt små hundar med svansar krökta över ryggen som på spetsar. De äldsta av dessa hundfiguriner har daterats till 6.500 fvt. och är därmed de äldsta avbildningar av hundar man funnit.